# 數字好萊塢大學
數字好萊塢大學（日語：デジタルハリウッド大学）是日本的一所株式会社私立大学，1994年创立，2005年设立大学教育。学校本部位于日本东京千代田区，在八王子市设立分校区。主要提供数字内容与动画相关的课程，并设有研究生院。